# Jesús del Nero
Jesús del Nero Montés (Chinchón, 16 marzo 1982) è un ciclista su strada e mountain biker spagnolo. Professionista su strada dal 2005 al 2011, vinse una tappa al Tour de l'Avenir 2005.

## Carriera
Nell'ultimo anno da dilettante, il 2004, vinse una tappa alla Vuelta a Córdoba e una tappa alla Vuelta a la Comunidad de Madrid. Nella prima stagione da professionista vinse una tappa alla Vuelta a Albacete e una tappa al Tour de l'Avenir. In carriera ha partecipato a un'edizione del Tour de France, una del Giro d'Italia e una della Vuelta a España.
Dopo il ritiro dal professionismo su strada, è stato attivo nel marathon, specialità del mountain biking.

## Palmarès
- 2004

2ª tappa Vuelta a Córdoba (Palma del Río > Palma del Río)
1ª tappa Vuelta a la Comunidad de Madrid (Humanes de Madrid > Humanes de Madrid)
- 2005

4ª tappa Vuelta a Albacete (Mohara > Albacete)
6ª tappa Tour de l'Avenir (Chauvigny > Guéret)

## Piazzamenti

### Grandi Giri
- Giro d'Italia:

2009: ritirato (7ª tappa)
- Tour de France:

2008: non partito (12ª tappa)
- Vuelta a España:

2009: 66º

### Classiche monumento
- Milano-Sanremo

2007: 57º
- Giro delle Fiandre

2007: 11º
- Liegi-Bastogne-Liegi

2008: 99º